# 9 Korpus Zmechanizowany (ZSRR)
9 Korpus Zmechanizowany (ros. 9-й механизированный корпус) – wyższy związek taktyczny wojsk zmechanizowanych Armii Czerwonej okresu II wojny światowej.

## I formowanie
Korpus sformowany w listopadzie 1940 roku w składzie Kijowskiego Specjalnego Okręgu Wojskowego jako jednostka pozostająca w dyspozycji dowództwa planowanego Frontu Południowo-Zachodniego. W lecie 1941 roku Korpus rozmieszczony był w okolicach Nowogrodu Wołyńskiego.

### Dowództwo Korpusu
- Dowódca:
  - generał major Konstanty Rokossowski (28.11.1940 – 11.07.1941),
  - generał major Aleksjej Maslow (11.07.1941 – 17.09.1941).
- Komisarz polityczny: komisarz brygadowy Dmitrij Kamieniew (9.12.1940-9.07.1941).
- Szef sztabu: generał major Aleksjej Maslow.

### Skład
- 20 Dywizja Pancerna,
- 19 Dywizja Pancerna – przekazana w marcu 1941 do nowo formowanego 22 Korpusu Zmechanizowanego)
- 35 Dywizję Pancerną – od marca 1941 roku,
- 131 Dywizja Zmotoryzowana,
- 4 pułk motocyklowy,
- oddziały korpuśne:
  - 185 samodzielny batalion łączności,
  - 153 samodzielny batalion rozpoznawczy,
  - 41 samodzielny zmotoryzowany batalion saperów,
  - 106 samodzielna eskadra lotnicza.

### Wyposażenie
Zgodnie z przedwojennymi planami korpus miał zostać skompletowany w całości w roku 1942.
|           | wszystkich | T-37 | T-26 | BT-5 i BT-7 | innych |
| --------- | ---------- | ---- | ---- | ----------- | ------ |
| 20 DPanc  | 36         | 0    | 3    | 30          | 3      |
| 35 DPanc  | 142        | 0    | 141  | 0           | 1      |
| 131 DZmot | 122        | 18   | 0    | 104         | 0      |
| Łącznie   | 300        | 18   | 144  | 134         | 4      |

Dodatkowo na stanie 9 Korpusu Zmechanizowanego były:
- 73 samochody pancerne,
- 1067 samochody,
- 133 ciągniki,
- 188 motocykle.

### Działania bojowe
22 czerwca 1941 Korpus znajdował się w odwodzie dowództwa frontu w rejonie Szepetówka – Nowogród Wołyński. Rankiem tego dnia rozpoczął on przemarsz w kierunku Równego i Łucka. 23 czerwca 131 Dywizja Zmotoryzowana została przekazana do 5 Armii. 24 czerwca dywizje pancerne korpusu przystąpiły do walki z oddziałami niemieckiej 13 Dywizji Pancernej w rejonie Klewania. 26 czerwca 1941 9 Korpus razem z 8, 15, 19 korpusami zmechanizowanymi uczestniczył w przeciwnatarciu skierowanym na siły niemieckie zajmujące Dubno (Bitwa w rejonie Dubno – Łuck – Brody. Wskutek braku koordynacji działań przez dowództwo Frontu, każdy z Korpusów Zmechanizowanych nacierał osobno. W wyniku tego 9 Korpus Zmechanizowany prawie uległ zagładzie. Do dnia 29 czerwca resztki Korpusu zostały odrzucone na rubież rzeki Horyń. Głównie wskutek ciągłych przemarszów w dniu 9 lipca w Korpusie pozostało ok. 10 tys. żołnierzy i ok. 35 czołgów.
W związku z olbrzymimi stratami w walkach na Ukrainie we wrześniu 1941 roku został rozformowany. Z resztek Korpusu w dniu 20 września 1941 roku utworzono zbiorczy batalion przydzielony do 15 Korpusu Strzeleckiego.

## II formowanie
Drugie formowanie 9 Korpusu Zmechanizowanego nastąpiło na podstawie rozkazu NKO nr 1124070 z dnia 10 stycznia 1943 roku.

### Skład korpusu[2]
- 69 Brygada Zmechanizowana,
  - 53 pułk czołgów,
- 70 Brygada Zmechanizowana,
  - 229 pułk czołgów,
- 71 Brygada Zmechanizowana,
  - 74 pułk czołgów,
- 91 Brygada Pancerna,
- oddziały korpuśne:
  - 999 samodzielny batalion łączności (od 13.09.1943 r.)
  - 82 samodzielny batalion saperów (od 13.09.1943 r.),
  - 148 batalion remontowy (od 13.09.1943 r.), przeformowany 05.12.1944 r. na:
    - 543 polowa baza remontowa czołgów,
    - 544 polowa baza remontowa czołgów,

  - 183 samodzielna kompania chemiczna (od 13.09.1943 r.),
  - 614 samodzielna kompania transportowa (od 13.09.1943 r.),
  - lotniczy oddział łączności (od 13.09.1943 r.),
  - 20 piekarnia polowa  od (13.09.1943 r.),
  - 913 polowa kasa Gosbanku (od 13.09.1943 r.).
  - 2662 poczta polowa (od 13.09.1943 r.).

### Dowódcy
- generał major Konstanty Małygin – 01.01.1943 – 29.04.1944,
- generał porucznik Iwan Suchow – 29.04.1944 – 11.05.1945,

### Działania bojowe
9 Korpus Zmechanizowany w okresie styczeń 1943 – maj 1945 roku uczestniczył w operacjach:
- Operacja Czernihowsko – połtawska – 26.08.1943 – 30.09.1943,
- Operacja Kijowska (Bitwa o Kijów (1943) – 13.11.1943 – 22.12.1943,
- Operacja dnieprowsko-karpacka – 24.12.1943 – 17.04.1944,
- Operacja lwowsko-sandomierska – 3.07.1944 – 29.08.1944,
- Operacja berlińska – 16.04.1945 – 08.05.1945.